# Coloana Sfintei Treimi din Olomouc
Coloana Sfintei Treimi din Olomouc (în cehă Sloup Nejsvětější Trojice v Olomouci) este un monument baroc din orașul Olomouc (azi în Republica Cehă), ce a fost construit în perioada 1716-1754. Monumentul, din tipologia coloanelor ciumei, a fost ridicat în semn de recunoștință pentru sfârșitul unei epidemii de ciumă, care a lovit Moravia (actuală regiune a Republicii Cehe) între 1713 și 1715.:18 Coloana a fost, de asemenea, considerată a fi o expresie a patriotismului local din moment ce toți artiștii și meșterii care au lucrat la acest monument au fost cetățeni ai orașului Olomouc și aproape toți sfinții reprezentați erau legați de orașul Olomouc într-un fel sau altul.:26
Având înălțimea de 35 de metri, Coloana Sfintei Treimi din Olomouc este cel mai mare grup sculptural baroc din Republica Cehă. Monumentul a fost înscris în anul 2000 pe lista Patrimoniului Mondial ocrotit de UNESCO, fiind considerat „unul dintre exemplele cele mai remarcabile ale apogeului expresiei artistice baroce din Europa Centrală”.

## Istoric

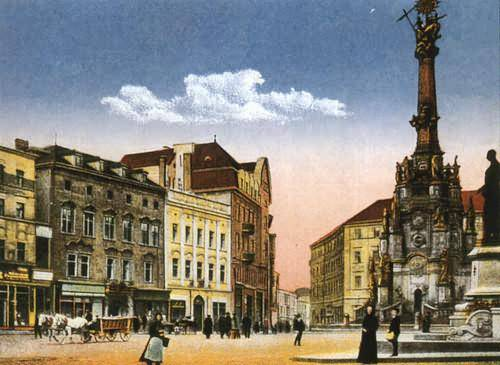
Imagine istorică a Coloanei Sfintei Treimi din Piața de Sus a orașului Olomouc

Potrivit evaluării ICOMOS a acestui patrimoniu, „ridicarea de coloane mariane (ale ciumei) în piețele orașelor este un fenomen post-Tridentin exclusiv baroc”. Baza sa iconografică provine din Cartea Apocalipsei. Se presupune că modelul său de bază este coloana din Piazza Santa Maria Maggiore din Roma, ce datează din 1614.
Acest monument a reprezentat pentru orașul Olomouc rezultatul unei munci a mai multor artiști și meșteri, dar nu le-a adus mult noroc. Primul care a murit în timpul lucrărilor a fost Wenzel Render, un constructor de monumente și arhitect imperial privilegiat. El a venit primul cu ideea de a se construi coloana, susținându-și dorința în fața consiliului local, a proiectat-o, a coordonat construcția în prima etapă și a contribuit la găsirea surselor de finanțare. „Spre slava lu Dumnezeu cel Atotputernic, a Sfintei Fecioare Maria și a sfinților voi construi o coloană care nu va avea rival ca înălțime și splendoare în nici un alt oraș”, a scris el. Urmașii săi, Franz Thoneck, Johann Wenzel Rokický și Augustin Scholtz, nu au trăit nici ei suficient de mult pentru a vedea coloana terminată; ea a fost finalizată de către Johann Ignaz Rokický. Decorarea sculpturală a fost începută de către Phillip Sattler,:19–21 fiind continuată după moartea sa de Andreas Zahner,:21 care a realizat 18 sculpturi și 9 reliefuri într-o perioadă de 7 ani înainte de a muri. Aurarul Simon Forstner, care a realizat sculpturile din cupru aurit ale Sfintei Treimi și a Maicii Domnului,:35–39 a fost oarecum mai norocos și a reușit să-și termine lucrarea sa extraordinară. Cu toate acestea, el și-a deteriorat sănătatea atunci când a lucrat la sculpturi deoarece a folosit compuși toxici de mercur în timpul procesului de aurire.

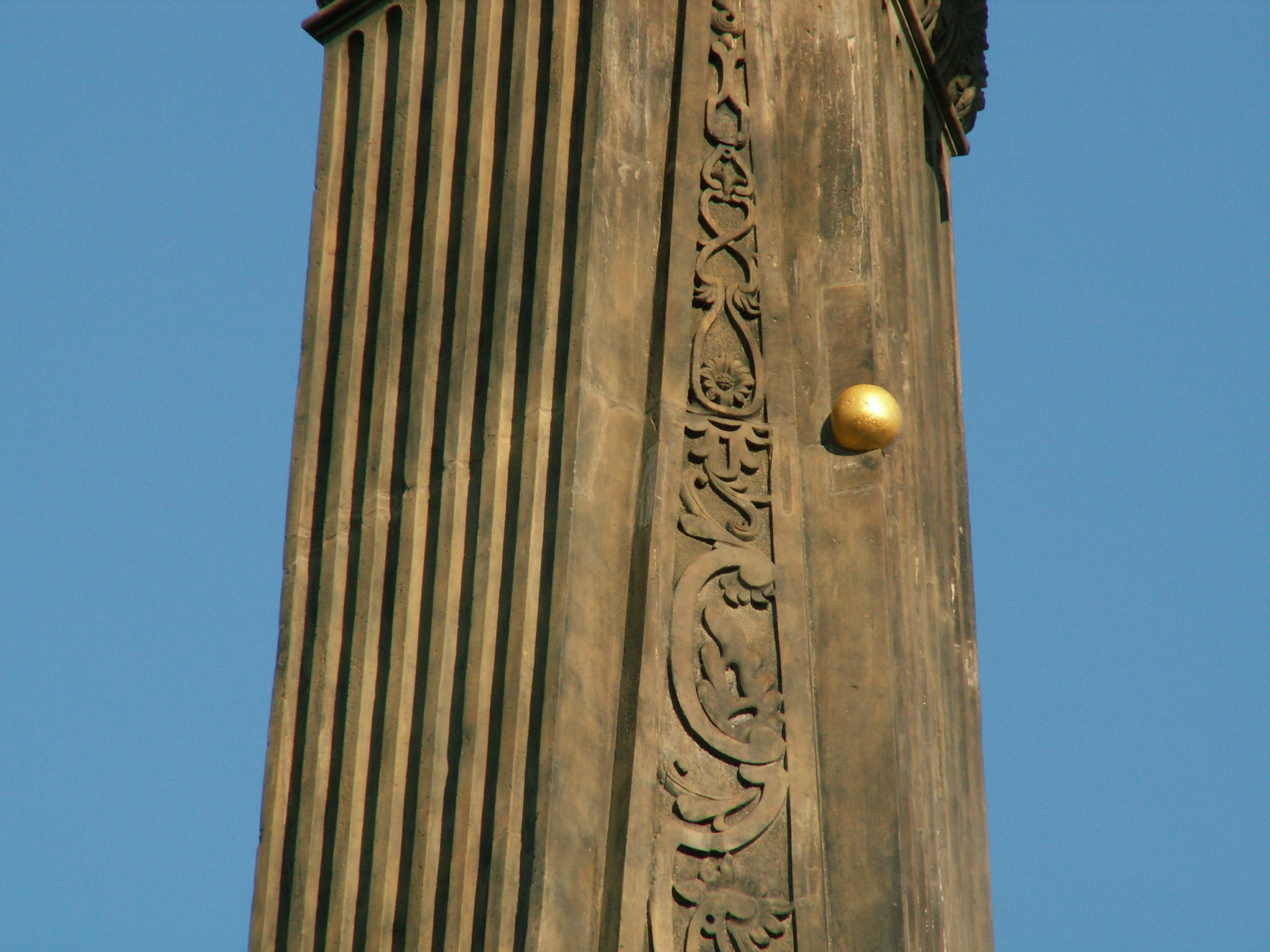
Replica aurită a ghiulelei trase în coloană amintește că tunurile prusace au tras de mai multe ori asupra acestei coloane în timpul asediului orașului Olomouc din 1758.

După ce a fost terminată în anul 1754, Coloana Sfintei Treimi a devenit o sursă de mare mândrie pentru locuitorii din Olomouc, din moment ce toți cei care au participat la crearea sa au fost cetățeni ai orașului. Coloana a fost sfințită printr-o celebrare de mare sărbătoare la care au participat împărăteasa Maria Tereza și soțul ei, Francisc I.:28
Patru ani mai târziu, când Olomouc a fost asediat de o armată prusacă și Coloana Sfintei Treimi a fost lovită de mai multe ori de focurile trase de tunurile prusace, cetățenii orașului Olomouc au mers într-o procesiune pentru a-l implora pe generalul prusac să nu tragă în monument. Generalul James Keith le-a respectat dorința.:21 Coloana a fost reparată imediat după război și o replică a unei ghiulele de piatră trasă a fost pe jumătate îngropat în coloană în locul unde a lovit-o pentru a reaminti oamenilor de acest eveniment.:22

## Descriere

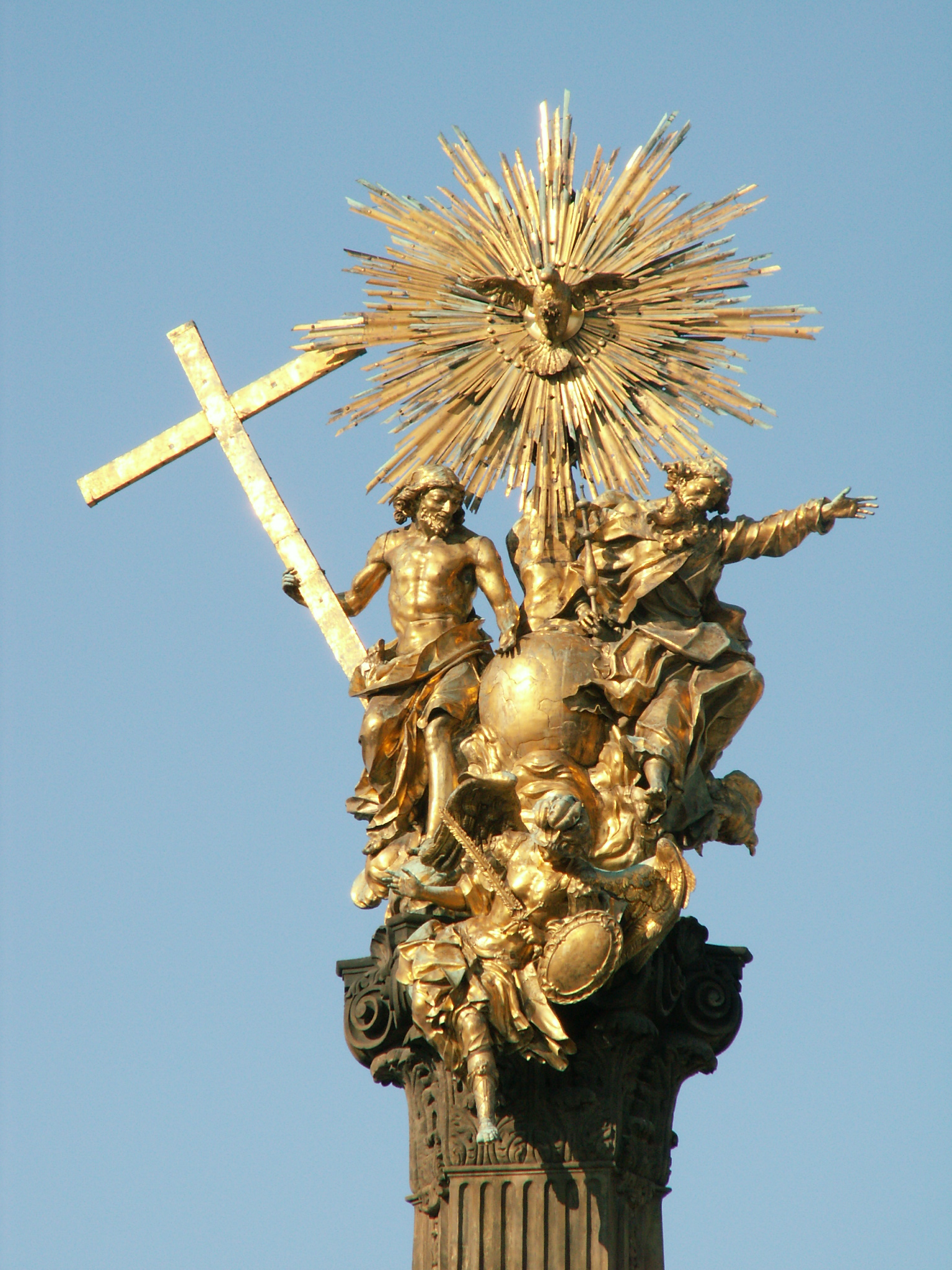
Statuia aurită a Sfintei Treimi în partea de sus a coloanei

Coloana este dominată de sculptura de cupru aurit a Sfintei Treimi însoțită de Arhanghelul Gabriel în partea de sus și de o reprezentare a Adormirii Maicii Domnului sub ea.
Baza coloanei, pe trei niveluri, este înconjurată de 18 sculpturi de sfinți din piatră și 14 reliefuri în cartușe. Pe nivelul cel mai înalt sunt sfinți aflați în legătură cu viața de pe pământ a lui Isus – părinții mamei sale, Sfânta Ana și Sfântul Ioachim, tatăl său vitreg, Sf. Iosif, și Sfântul Ioan Botezătorul, care i-a pregătea venirea – care sunt însoțiți de Sf. Laurențiu și Sf. Ieronim, sfinții cărora le-a fost dedicată capela din primăria orașului Olomouc. Trei reliefuri reprezintă cele trei virtuți teologice: Credința, Nădejdea și Dragostea.
Sub acesta, cel de-al doilea nivel este dedicat sfinților moravi Sf. Chiril și Metodiu (în cehă Metoděj), care au venit în Moravia Mare pentru a răspândi creștinismul în 863 (Sf. Metodiu a devenit arhiepiscop al Moraviei), Sf. Blasiu, căruia îi era dedicată una dintre biserici importante din Olomouc, și patronii Boemiei învecinate Sf. Adalbert de Praga (în cehă Vojtěch) și Sf. Ioan Nepomuk (în cehă Jan Nepomucký),  care aveau numeroși adepți în regiune.
Pe nivelul cel mai de jos se pot vedea reprezentările patronului Austriei Sf. Mauriciu și al patronului Boemiei Sf. Venceslau (în cehă Václav), ale căror nume le-au fost acordate la două biserici importante din Olomouc, un alt patron austriac Sf. Florian, care a fost, de asemenea, văzut ca un protector împotriva diverselor dezastre, mai ales a focului, Sfântul Ioan de Capistrano (în cehă Jan Kapistránský), care obișnuia să predice în Olomouc, Sf. Anton de Padova, un membru al Ordinului Franciscan, care a avut o importantă mănăstire la Olomouc, și Sf. Alois Gonzaga, un patron al studenților. Sculptura sa a arătat faptul că orașul Olomouc era foarte mândru de universitatea sa.
Reliefurile tuturor celor doisprezece apostoli sunt plasate printre aceste sculpturi.

## Jan Sarkander

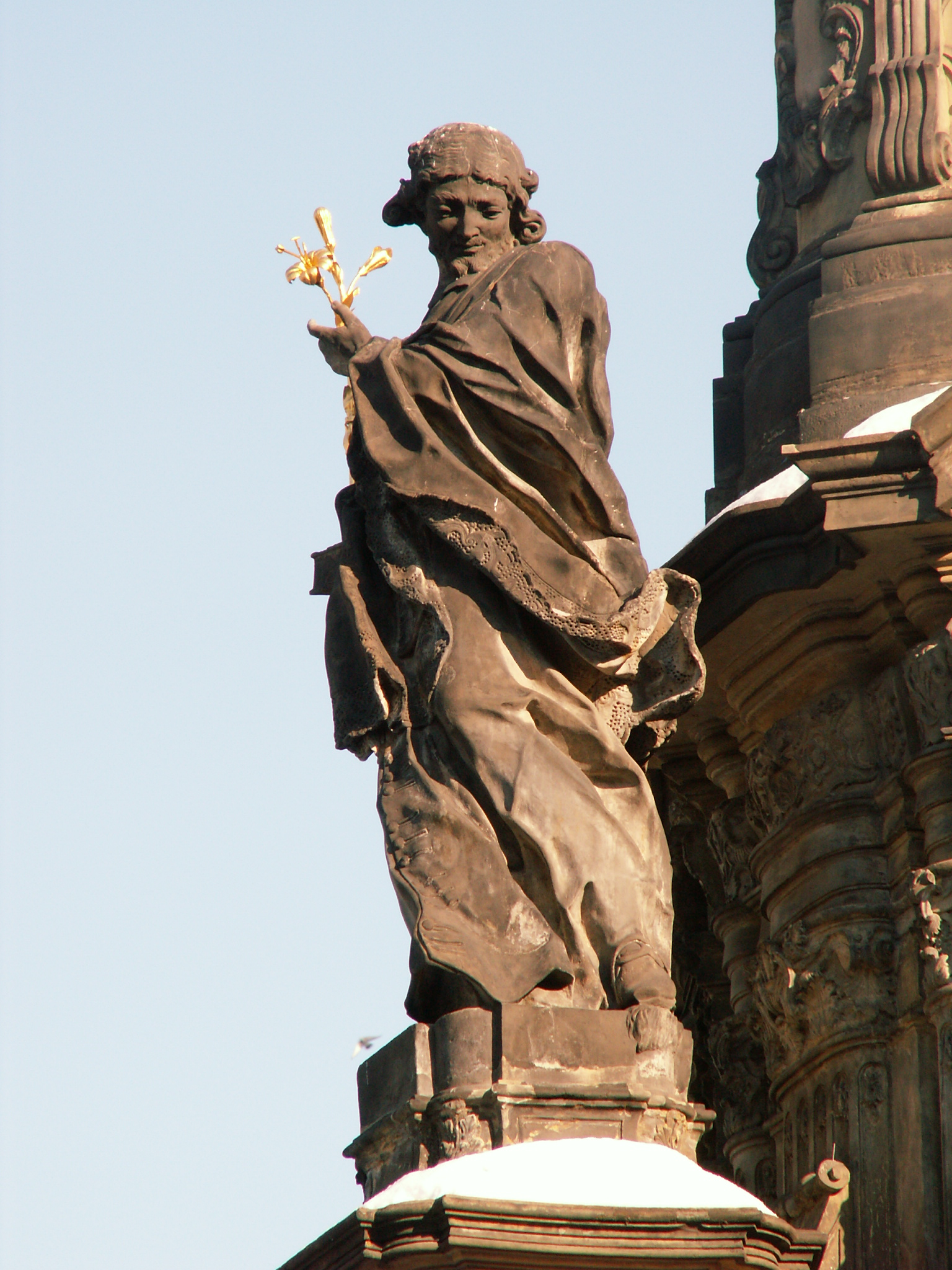
Statuia Sfântului Jan Sarkander pe Coloana Sfintei Treimi

Ultimul care lipsește din această listă de sfinți este Sf. Jan Sarkander (în cehă Jan Sarkander), a cărui statuie (ținând un crin, ca un simbol al purității) este pe cel de-al doilea nivel. Jan Sarkander a fost un preot care a fost torturat până la moarte în închisoarea din Olomouc la începutul Războiului de Treizeci de Ani, pentru că, după cum spune legenda, a refuzat să-și calce jurământul spovedaniei. Decizia de a-l plasa aici a încălcat tradiția, deoarece Sarkander nu era canonizat și nici beatificat în acel timp, ceea ce ar fi creat probleme cu Sfântul Scaun. Cu toate acestea, venerarea sa era atât de puternică aici că meșterii au decis să-și asume riscul. Sarkander a fost beatificat în anul 1859 și canonizat în anul 1995, cu ocazia vizitei Papei Ioan Paul al II-lea la Olomouc.

## Capela interioară

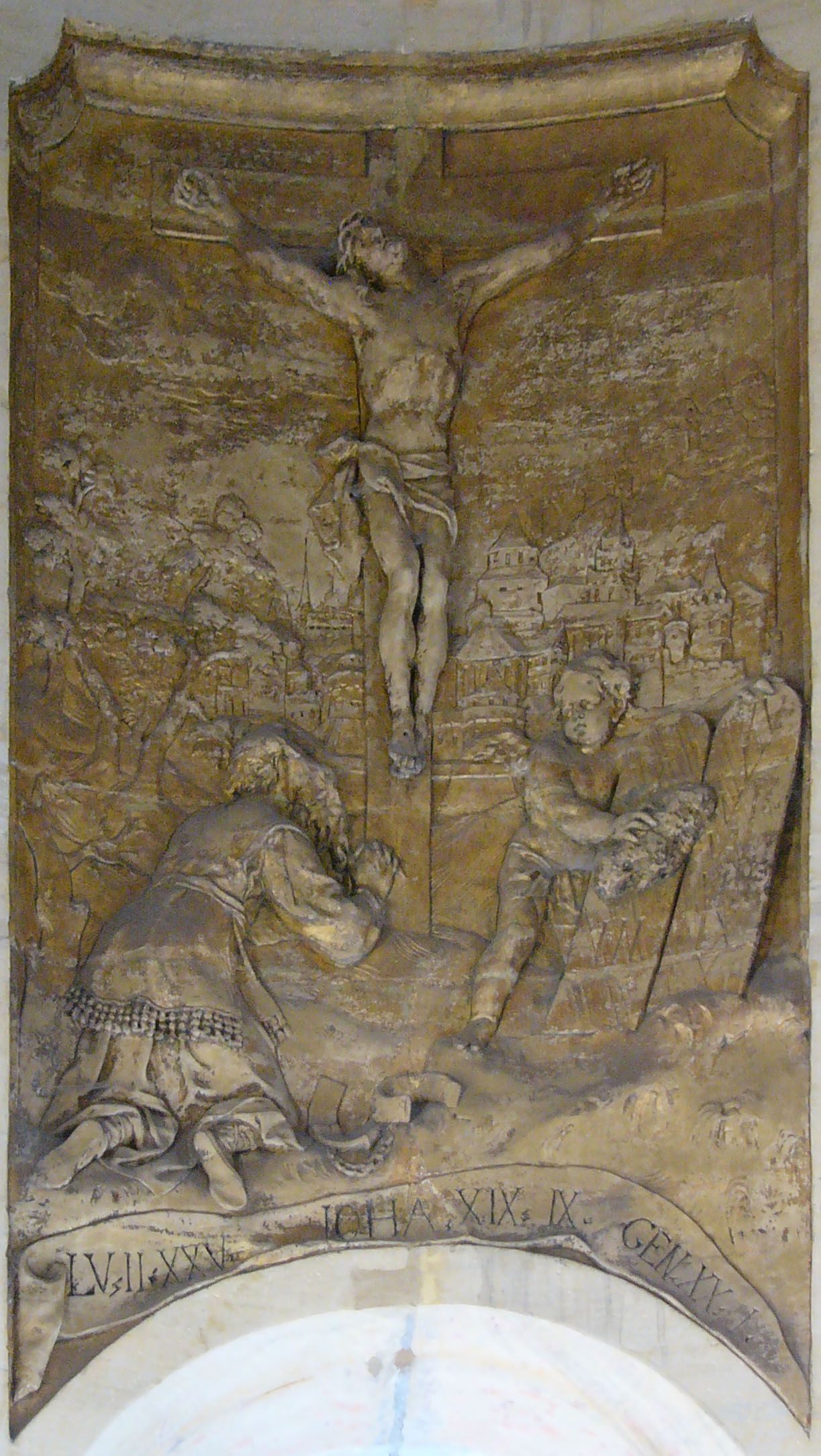
Altorelief reprezentând Răstignirea

Coloana adăpostește, de asemenea, o capelă mică în interior cu altoreliefuri reprezentând ofranda adusă de Cain din recolta sa, oferirea de către Abel a primului născut din seminția sa, prima ardere de tot oferită de Noe după Potop, oferirea de către Avraam a lui Isaac și apoi a unui miel, și moartea lui Isus. Orașele Ierusalim și Olomouc pot fi văzute pe fundalul ultimului relief menționat.